# Yahya Khan
Agha Muhammad Yahya Khan (4 tháng 2 năm 1917 – 10 tháng 8 năm 1980) là một nhà độc tài quân sự người Pakistan, giữ chức tổng thống Pakistan từ năm 1969 đến năm 1971.